# 波尼 (密蘇里州)
波尼（英語：Pawnee）是位於美國密蘇里州哈里森縣的非建制地區。

## 歷史
波尼的郵局於1886年設立，其後於1908年停運。

## 地理
波尼所處的海拔為高於海平面327米（即1073英呎），而該地所採用的時區為UTC-6，即北美中部時區（CST）。同時該地設有夏令時間，為UTC-6調快一小時，即UTC-5（CDT）。